# Posidonia coriacea
Posidonia coriacea, vrsta porosta (posidonije), morskih jednosupnica koje obitavaju u vodama oko južne i zapadne obale Australije, na dubinama od 1 do 30 metara. 

## Vanjske poveznice
- IUCN